# ゲーテの詩朗読コンテスト
ゲーテの詩朗読コンテスト（ゲーテのし ろうどくコンテスト）は、ドイツ菓子の老舗ユーハイムが、33年間にわたり開催した朗読コンテスト。多くの著名人が参加、受賞している。

## 略歴
1976年、ドイツ菓子のユーハイムがフランクフルトのゲーテ・ハウスに出店した。ゲーテ・ハウスでは、ドイツの文豪ヨハン・ヴォルフガング・フォン・ゲーテの生誕日である8月28日前後の土曜日に、生誕祭「ゲーテの夕べ」が行われ、ゲーテの作品の朗読や歌唱、演劇の上演が行われる。「ゲーテの詩 朗読コンテスト」は、これをヒントに、同社が1982年（昭和57年）から2014年まで33年間にわたり開催した、ゲーテの詩の朗読を競うコンテストである。
なお、同社のフランクフルト支店は1999年に閉店した。

## 特色
朗読・語りの分野への、私企業による大規模で継続的な支援は、これが日本では初めてのものである。
当初はドイツ語でのみ参加が可能であったため、ごく小さな会であったが、次第に参加を望む声が多くなり、日本語・ドイツ語・英語での参加が可能となった。最終的には、毎年300名前後が応募、25名がファイナリストとして決勝戦に選出される大規模なコンテストへと成長した。決勝戦ではこの25名から、優勝1名、準優勝2名、特別賞2名、敢闘賞1名が選ばれた。優勝者には賞金20万円とユーハイムの菓子1年分およびゲーテの胸像、準優勝者には賞金5万円とユーハイムの菓子半年分が与えられた。

## 参加条件
無料。参加者の条件は「舞台に立って3分以内でゲーテの作品を朗読できること」のみ。年齢や国籍、プロ・アマの区別を一切つけなかった。このため、朗読家・語り手に留まらず、クラシックやオペラの歌手、俳優・女優、声優、ラジオ・パーソナリティー等はもちろん、ドイツ語の学者や一般の学生までもが参加した。なお、日本の朗読のコンテストで、こうした多ジャンルからの積極的な参加があるのは極めて異例であった。

## 審査
どの言語で参加しても不利にならぬよう、審査員には芸能関係者のほか、各言語の教授などが招かれた。また、コンテスト当日に会場で観戦するすべての観客に投票権が与えられ、審査の際にこの集計が参考とされた。さらには、仮に出場者が事前に観戦チケットを独占し不正に多くの観客と票を集めたとしてもこれを回避できるよう、投票権は1人につき2票（別人への投票が必須）が与えられた。日本の朗読コンテストで、ここまで厳格に公平を期すものは稀である。

## その他
決勝戦はそのほとんどが、東京・津田塾大学内の津田ホールにて行われた。ファイナリストにはもちろん、観客にもユーハイムの菓子が土産として用意された。

## 歴代優勝者
- 第1回（1982年）  萩野まゆみ 「魔王」
- 第2回（1983年）  小林敏彦 「ファウスト」
- 第3回（1984年）  伊藤弘子 「糸を紡ぐグレートヒェン」
- 第4回（1985年）  山本武雄 「サムライクルトの嫁取り道行き」
- 第5回（1986年）  小河るりこ 「ファウスト」
- 第6回（1987年）  安井えい子 「糸を紡ぐグレートヒェン」
- 第7回（1988年）  春日了 「魔王」
- 第8回（1989年） 村上雅英 「ヴォードヴィル ア ムッシュ ファイル」
- 第9回（1990年）  池田典子 「神性」
- 第10回（1991年）  山中茂美 「糸を紡ぐグレートヒェン」
- 第11回（1992年）  河南悦美 「歌びと」
- 第12回（1993年）  見上万里子 「訪ない」
- 第13回（1994年）  久保周一 「魔王」
- 第14回（1995年）  川合千草 「おとずれ」
- 第15回（1996年）  内山美加 「歩く鐘」
- 第16回（1997年）  中山律子 「いち早く来た春」
- 第17回（1998年）  伊藤良康 「シュタイン夫人へ」
- 第18回（1999年）  伍井知子 「魔法使いの弟子」
- 第19回（2000年）  小笠原ゆり 「あのそよぎは」
- 第20回（2001年）  矢野由美子 「新しき気持ちで」
- 第21回（2002年）  バーランド和代 「暗号通信」
- 第22回（2003年）  新居佐和子 「グートマン ウント グートヴァイブ」
- 第23回（2004年）  飴田彩子 「恋する人のかたわら」
- 第24回（2005年）  野中麻里子 「ザーク イッヒス オイヒ、ゲリープテ ボメ」
- 第25回（2006年）  佐藤有起 「Gretchen vor dem Andachtsbild der Mater Dolorosa（聖母像に祈るグレートヒェン）」
- 第26回（2007年）  小高慶子 「Der Zauberlehrling（魔法使いの弟子）」
- 第27回（2008年）  来栖史江 「あこがれ」
- 第28回（2009年）  久山元男 「Erlkonig（魔王）」
- 第29回（2010年）  新井谷明子 「魔法使いの弟子」
- 第30回（2011年）  出口眞理子 「Der Zauberlehrling」
- 第31回（2012年）  大井泰子 「歩く鐘」
- 第32回（2013年）  上野加奈・中山栞 「Erlkönig」
- 第33回（2014年）  天野真実 「神性」

## その後
規模の大きさ、参加者の多様さ、私企業による出資で行われてきたことなど、日本の他の朗読コンテストには類を見ない点が多いことから、復活を望む声が大きい。このため2014年以降、あかつきの会など、参加者や受賞者、ファンを中心に復活支援コンサートなどが行われている。